# Psychotria insolens
Psychotria insolens är en måreväxtart som beskrevs av Paul Carpenter Standley. Psychotria insolens ingår i släktet Psychotria och familjen måreväxter. Inga underarter finns listade i Catalogue of Life.